# Przewodziszowice
Przewodziszowice – część miasta Żarki w województwie śląskim, w powiecie myszkowskim, do 1956 samodzielna wieś. Znajduje się na terenie Jury Krakowsko-Częstochowskiej, w pobliżu Szlaku Orlich Gniazd.
Przewodziszowice są częścią Żarek, nr TERYT: 0932695, nie są jednak wydzieloną jednostką pomocniczą. Położone są na północny wschód od Leśniowa.

## Nazwa

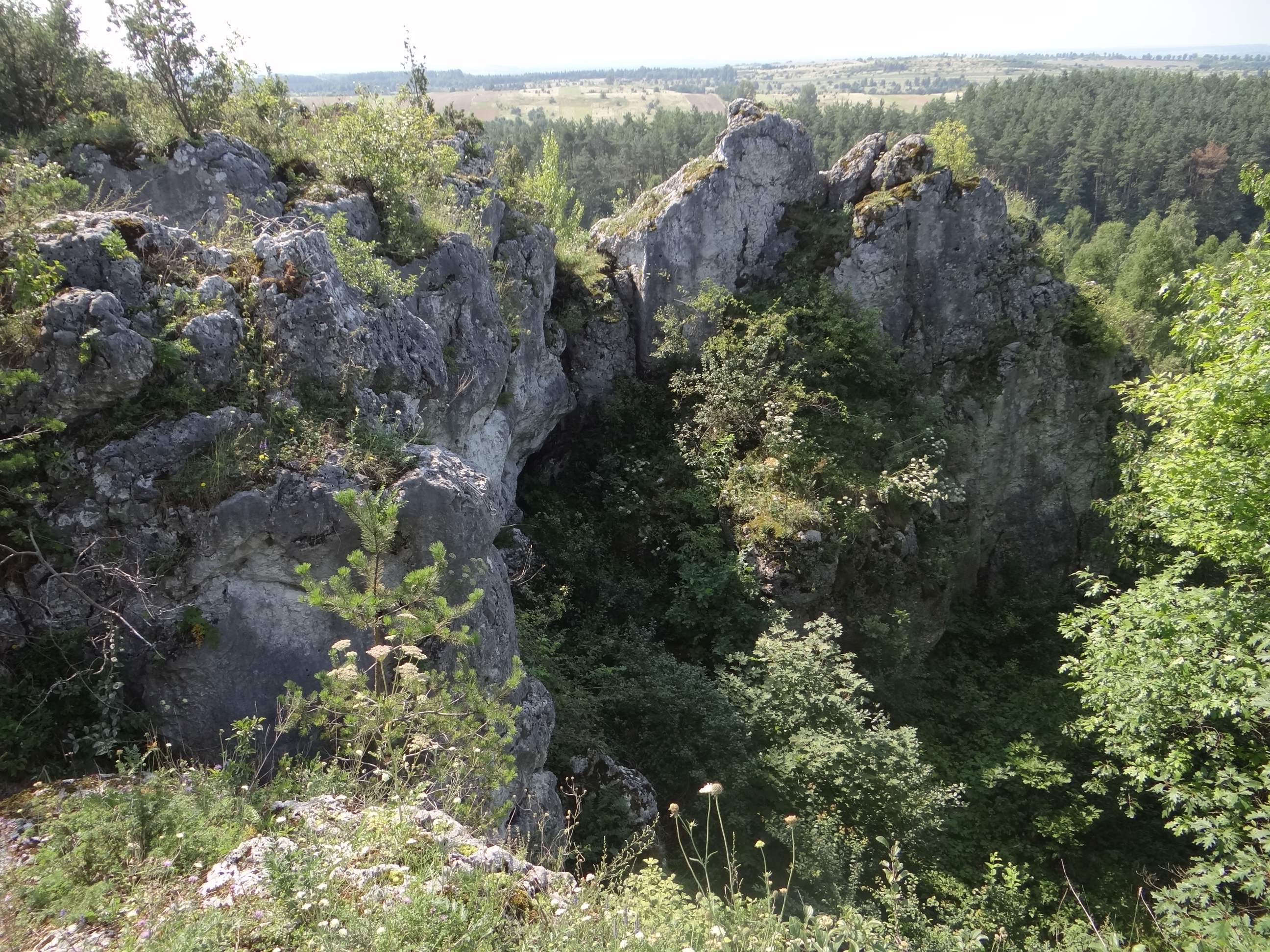
Duże Rajce

Nazwa wsi jest nazwą patronimiczną utworzoną przez dodanie przyrostka -owice do nazwy osobowej Przewodzisz, która z kolei związana jest genetycznie z wyrazami przewód, przewoda, też przewodzić (psł. *pervoditi) w znaczeniu ‘prowadzić, wieść’.

## Historia

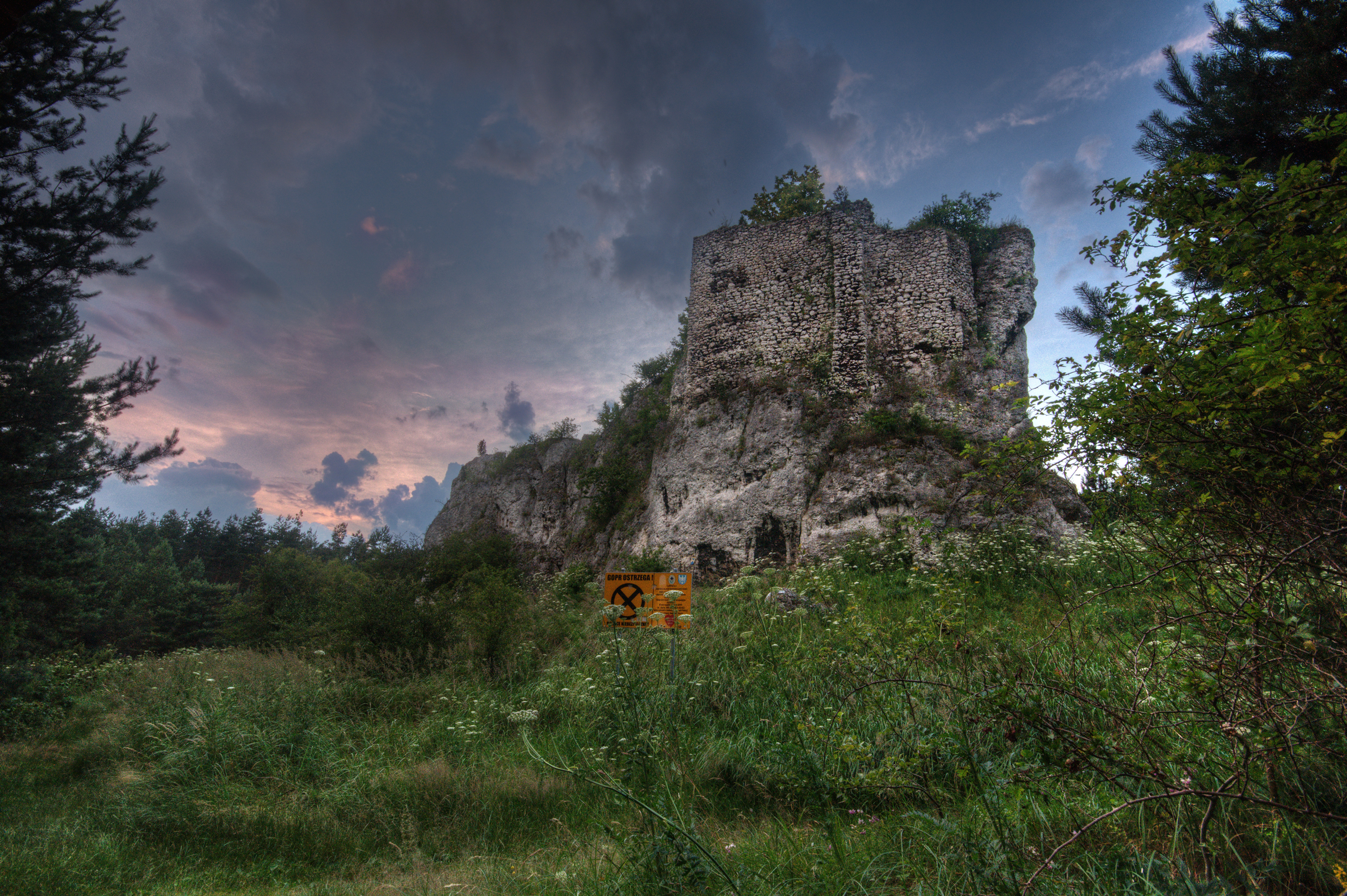
Ruiny strażnicy

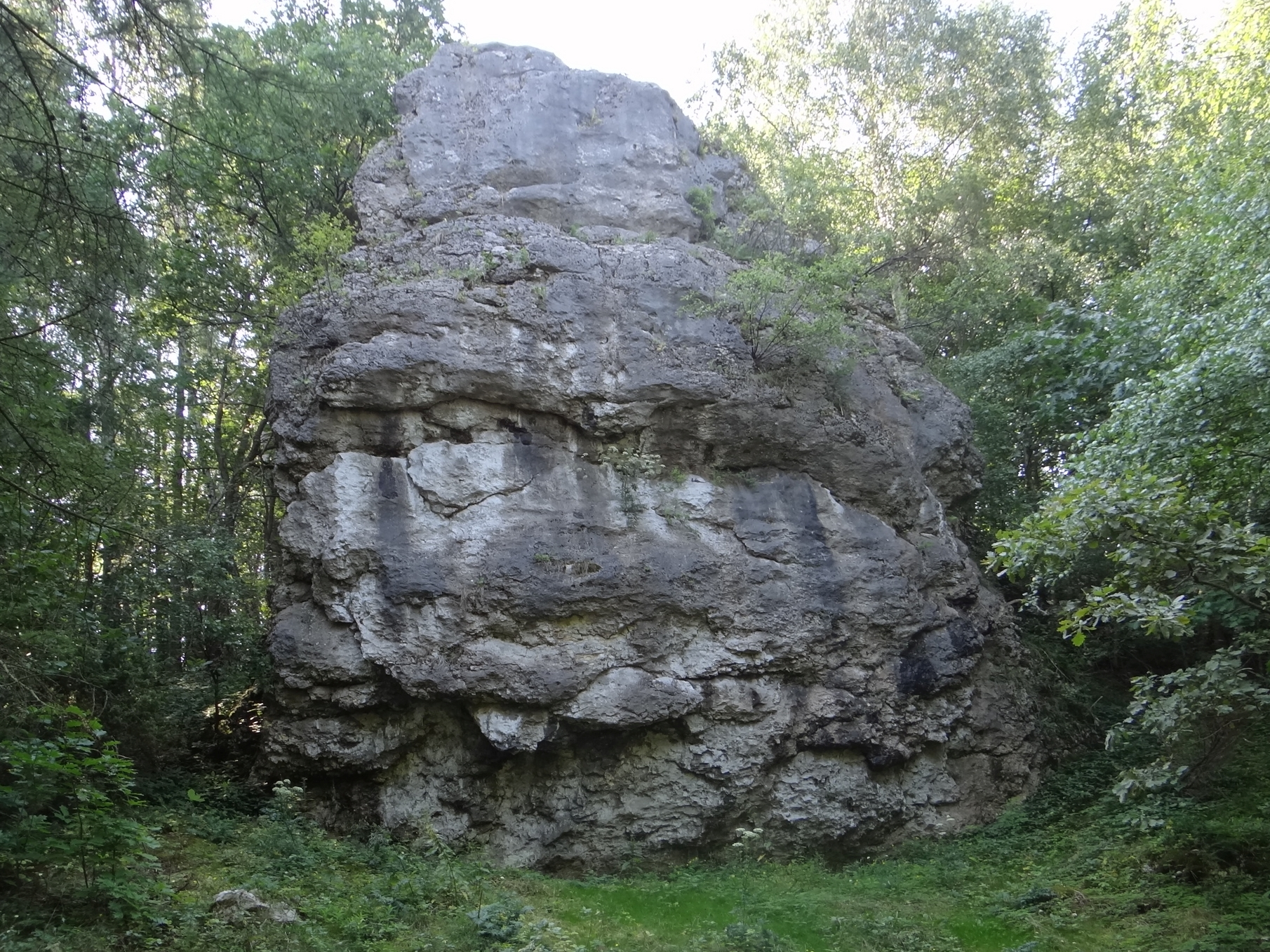
ostaniec Przy Brzozie

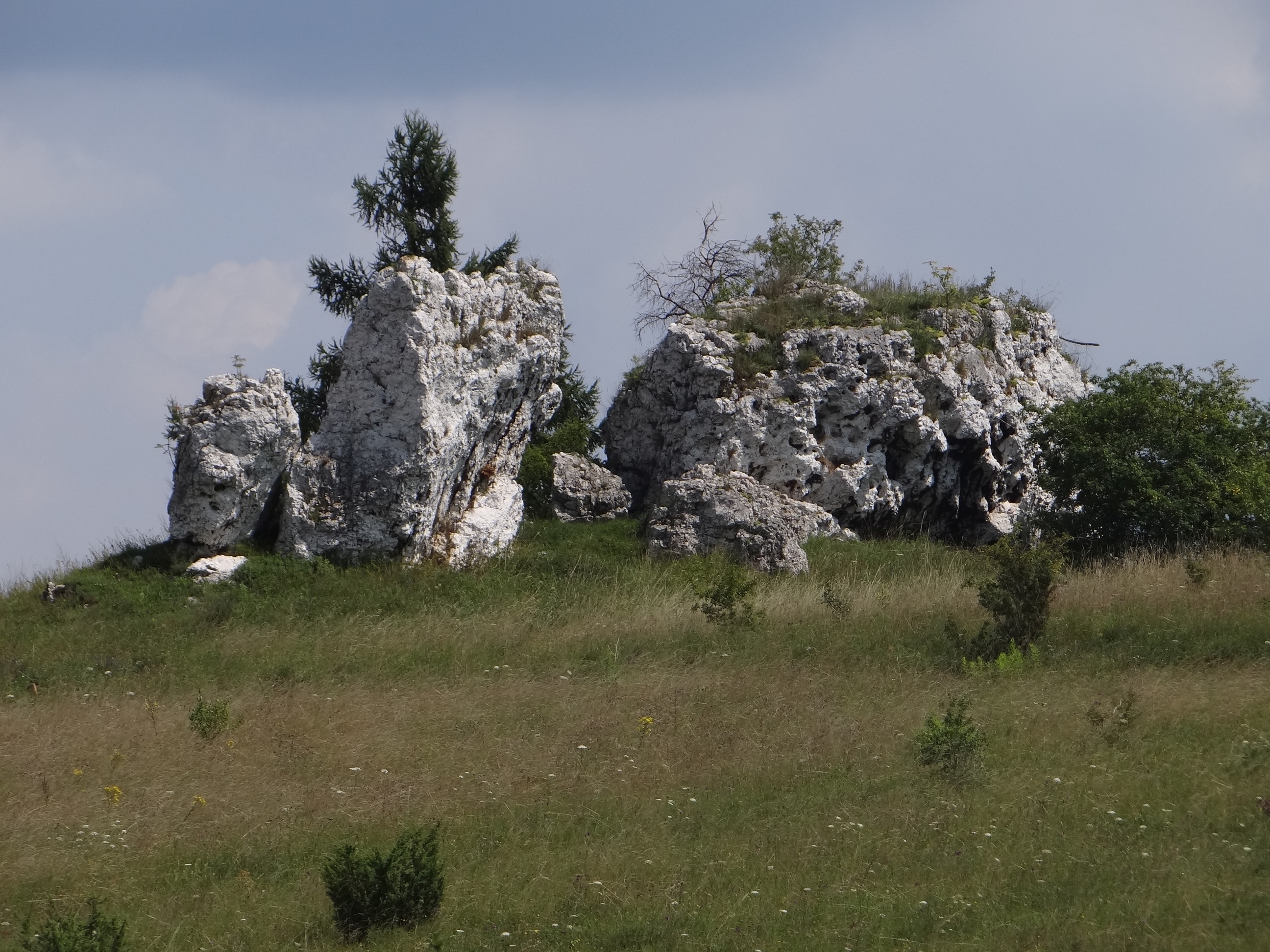
Skałki

Po raz pierwszy wzmiankowana w źródłach w 1382 roku w formie Przewodischowicze.
Od XIV wieku istniała tutaj strażnica Przewodziszowice, zbudowana bądź na polecenie króla Kazimierza Wielkiego, bądź księcia opolskiego Władysława. Przewodziszowice w ostatnich dekadach XIV wieku wchodziły w skład jego ziem lennych, następnie nadał je jako uposażenie klasztorowi paulinów na Jasnej Górze. W latach 1424–1444 wieś wraz z zamkiem należały do burgrabiego będzińskiego, słynnego rozbójnika Mikołaja Kornicza zwanego Siestrzeńcem. Strażnica popadła w ruinę na przełomie XV i XVI wieku.
W XVIII wieku wieś należała do rodu Męcińskich. W 1770 Józef Męciński nadał wieś paulinom, których sprowadził do pobliskiego Leśniowa, jednak już w 1781 Przewodziszowice powróciły w ręce Męcińskich. W pierwszej połowie XIX wieku wieś, jako część tzw. dominium żareckiego, należała do Piotra Steinkellera.
Od 1954 wieś była częścią gromady Zawada, z której została wyłączona uchwałą Wojewódzkiej Rady Narodowej w Stalinogrodzie, i z dniem 29 lutego przyłączona do miasta Żarki.
W 1953, 1954, 1966 i 1985 na terenie Przewodziszowic prowadzone były badania archeologiczne. W 1960 ruiny strażnicy zostały wpisane do rejestru zabytków (nr rej.: 427/60 z 18.03.1960 oraz 120/76/A z 1.03.1978).

## Obiekty
Na terenie Przewodziszowic znajduje się osiem stanowisk archeologicznych, w tym ruiny strażnicy, zaś ostaniec który nad nimi góruje, jest najwyższym wzniesieniem Płaskowzgórza Częstochowskiego (423 m n.p.m.).
Ponadto położone są tu formacje skalne: Duże Rajce, zwane też Skałami Rajcy (ze schronem Studnia w Skałach Rajcy), Skałki, czy ostaniec Przy Brzozie.
Przewodziszowickie skały są obiektami wspinaczki skalnej.

## Szlaki turystyczne
Przez Przewodziszowice przebiega Jurajski Rowerowy Szlak Orlich Gniazd (czerwony i czarny), Szlak Warowni Jurajskich (niebieski), Szlak Żarecki (żółty) oraz Transjurajski Szlak Konny PTTK.
Szlak pieszy pomiędzy Przewodziszowicami a Czatachową prowadzi przez niewielką piaszczystą pustynię.